# The ChubbChubbs!
The ChubbChubbs! è un cortometraggio d'animazione statunitense del 2002 diretto da Eric Armstrong.
Il corto ha vinto l'Oscar al miglior cortometraggio d'animazione nell'edizione dei Premi Oscar 2003.

## Trama
Il corto inizia in un pub alieno chiamato Ale-E-Inn, frequentato da numerosi celebri personaggi del mondo della fantascienza (come E.T. l'extraterrestre, Alien, Robby il robot e personaggi di Guerre stellari). L'addetto alle pulizie, Meeper, aspira a diventare un cantante al karaoke. Dopo aver accidentalmente fulminato una cantante rovesciando un secchio d'acqua su dei cavi elettrici, Meeper viene licenziato dal pub. Fuori incontra un esausto Jar Jar Binks che, prima di svenire, gli dice che "i ChubbChubbs stanno arrivando". Mentre si chiede cosa siano i ChubbChubs, l'alieno vede in lontananza degli enormi mostri armati avvicinarsi minacciosamente verso il pub. Meeper si precipita ad avvertire gli occupanti del pub, ma ogni suo tentativo di entrare finisce per ferite ulteriormente la cantante; di conseguenza, gli occupanti vengono finalmente avvertiti da un altro visitatore, e tutti eccetto Meeper lasciano il pub in preda al panico. Meeper tenta anche lui di fuggire, ma torna indietro per salvare quattro piccole creatore simili a pulcini nascondendoli in un secchio. In quell'istante, i mostri sopraggiungono, e Meeper tenta di convincerli a diventare amici, ritrovandosi a cantare "Why Can't We Be Friends?" sotto i loro occhi perplessi. Preso dalla canzone, inciampa accidentalmente sul secchio, liberando i pulcini. I mostri osservano con orrore le piccole creature che, svelando i loro denti affilati, si rivelano essere i ChubbChubs e divorano tutti i mostri (chiamati in realtà Zyzaks). Dopodiché, i ChubbChubs si radunano addosso a Meeper, riconoscendolo come loro padrone, e questi chiede loro se apprezzano il karaoke. Durante i titoli di coda, Meeper e i ChubbChubbs cantano "Respect" di Aretha Franklin al pub; una volta terminata, in sala resta un silenzio tombale, ma quando i ChubbChubbs guardano male e rivelano i loro denti al pubblico, la folla parte frettolosamente con un applauso.

## Distribuzione
Il corto è uscito nelle sale cinematografiche il 3 luglio 2002 insieme al film Men in Black II, e venne ridistribuito il 19 luglio dello stesso anno con Stuart Little 2.
Venne inserito come contenuto bonus nei DVD di Men in Black II e Surf's Up - I re delle onde. L'11 aprile 2003 venne anche pubblicato su un proprio DVD, il quale, con una durata di 5 minuti e mezzo, è considerato da alcune fonti come il DVD più breve mai pubblicato.

## Sequel
Un sequel intitolato The ChubbChubbs Save Xmas è stato distribuito l'8 agosto 2007 assieme al film Il campeggio dei papà, e come contenuto bonus del DVD di Surf's Up - I re delle onde.